# ایسار

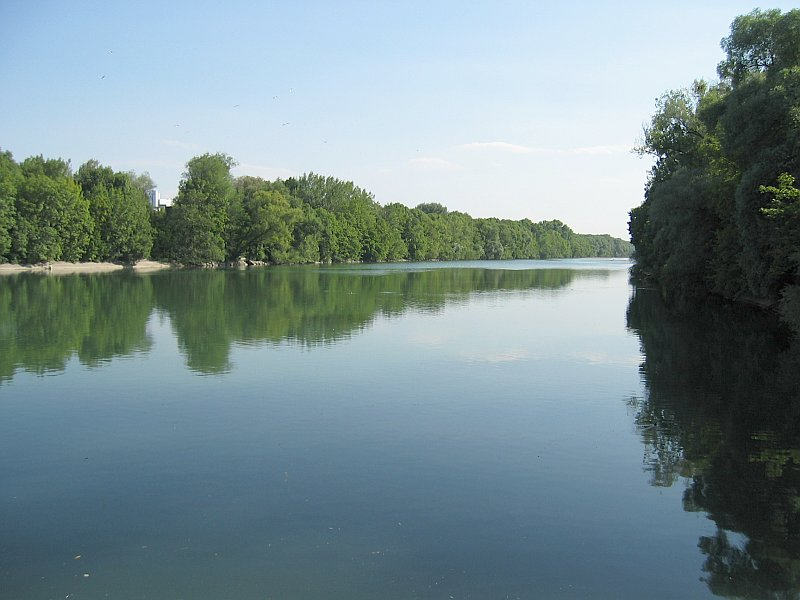
رود ایسار

ایسار رودی است که سرچشمهٔ آن کوه آلپ است و از آلمان و اتریش می‌گذرد و طول این رود ۲۹۵ کیلومتر است. این رود چهارمین رود بزرگ ایالت بایرن پس از دانوب و رود این و رود ماین است و دومین شاخهٔ مهم رود دانوب پس از رود این است.